# ゴジラ S.P ＜シンギュラポイント＞
『ゴジラ S.P ＜シンギュラポイント＞』（ゴジラ シンギュラポイント、英語: Godzilla Singular Point）は、ボンズおよびオレンジの共同制作による日本のテレビアニメ作品。2021年4月から同年6月までTOKYO MXほかにて放送された。
「ゴジラシリーズ」としては2017年から2018年に公開された映画『GODZILLA』三部作以来となるアニメ作品であり、シリーズ初の日本で制作されたテレビアニメシリーズである。物語は三部作とは異なる新たな世界観を舞台にしており、手描きとCGを併用した映像作品として製作される。

## 製作
| 監督                            | 高橋敦史                    |
| シリーズ構成 SF考証・脚本       | 円城塔                      |
| キャラクターデザイン原案        | 加藤和恵                    |
| キャラクターデザイン 総作画監督 | 石野聡                      |
| 怪獣デザイン                    | 山森英司                    |
| コンセプトアート                | 金子雄司                    |
| 美術デザイン                    | 平澤晃弘                    |
| デザインワークス                | 上津康義                    |
| 軍事考証                        | 小柳啓伍                    |
| 美術監督                        | 横松紀彦                    |
| 色彩設計                        | 佐々木梓                    |
| 撮影監督                        | 若林優                      |
| CGディレクター                  | 池内隆一、越田祐史 鈴木正史 |
| VFXディレクター                 | 山本健介                    |
| 編集                            | 松原理恵                    |
| 音響監督                        | 若林和弘                    |
| 音響効果                        | 倉橋静男、西佐知子          |
| 音楽                            | 沢田完                      |
| 音楽プロデューサー              | 有馬由衣                    |
| 音楽制作                        | 東宝ミュージック            |
| プロデューサー                  | 吉澤隆、天野直樹 和氣澄賢   |
| アニメーション制作              | ボンズ、オレンジ            |
| 製作                            | 東宝                        |

### 企画経緯・スタッフ
本作品は、2016年の『シン・ゴジラ』のヒットを契機にこれまでゴジラシリーズに触れてこなかった層を取り込むことを目指して本放送の2〜3年前に企画された。
監督の高橋敦史は、東宝プロデューサーの吉澤隆が『ドラえもん のび太の南極カチコチ大冒険』を鑑賞した際、原作をベースに物語を一から作る点やSF要素を盛り込みつつエンターテインメントとしても成立させるアプローチが、ゴジラに似ていると感じたことからオファーがかけられた。
シリーズ構成を手かげる円城塔には、SF要素を組み込みつつゴジラシリーズを手掛ける上で設定のリアリティを大事にしなければならないこと、『メッセージ』のようにちゃんとしたSFを作りたいと思い、『スペース☆ダンディ』で高橋との製作経験があることから、ボンズの南雅彦を通じて声がかかった。円城は当初SF考証の監修としての参加であったが、設定と考証の繰り返しの末に別のシナリオライターへ依頼が現実的でなくなったため、ストーリー制作と全話の脚本執筆を兼ねることとなった。
この他、高橋とはスタジオジブリ作品、『青の祓魔師』、『ドラえもん』などで面識のある山森英司、加藤和恵、沢田完がそれぞれ主要スタッフとして作品に参加している。

### 作風
ストーリーは『GODZILLA』三部作との差別化や、過去のゴジラシリーズで既に採用された設定が多い状態の中、完全なSFに振るかファンタジーに寄せるか議論が重ねられ、当初はゴジラと世界各国の代表が戦う子供向けの案や、戦国時代の小国に現れたゴジラに対して財政を切り盛りしながら戦う『武士の家計簿』のようなものもあった。しかし最終的には円城が提案したアイディアを元にして、2030年の日本という現実の延長線上にある世界観を舞台に、天才的な才能をもった一般人の主人公2人が周囲の人間と協力してゴジラに立ち向かうサイエンス・フィクションとなった。
主人公たちは共通して頭脳を用いることでゴジラに対抗する設定となっているが、これは過去のゴジラシリーズの主人公の多くが厭戦的なタイプであったことや、作品に謎解きの要素を加えようとした高橋のアイディアによる。そのため、作中には円城が監修したパズル的な要素が多分に盛り込まれている。また、これまでのゴジラ作品は時代を反映したテーマを内包していることが多かったが、本作品はアニメというフォーマットであることから、メッセージ性を極力排してエンターテインメントに振り切った作品となっている。さらにゴジラもシリーズでは初となる核エネルギーとは無縁の存在となっている。
実際の制作は、東宝側から「ゴジラであれば何をやってもいい」というオーダーを受け、監督の高橋、シリーズ構成・脚本の円城、東宝およびボンズのプロデューサーが話し合いながら骨子や流れを決める方法で行われた。円城の提示した脚本は映像化するには情報量が多く難解な部分もあったため、アクションやロボット、過去の東宝作品の表現といった要素を加えることで、受け手に配慮した映像作りが行われている。

## 批評・賞歴
神戸市外国語大学准教授の山本昭宏は制作者が核を軽視しているとは言えないとしたうえで、本作品を「核が架空では時代遅れとなりつつある昨今に合致する作品」と評している。
2022年には第53回星雲賞メディア部門を受賞した。

## 登場人物
神野 銘（カミノ・メイ）
声 - 宮本侑芽
本作品の主人公の1人。存在しない物質で構成された存在しない幻想生物を考える学問「ビオロギア・ファンタスティカ」を専攻する大学院生で、ペロ2が勝手にまとめて投稿した論文を読んだ李が見初めるほどの才能を有する。明るく朗らかな性格の持ち主で、忘れ物が多いなど天才らしからぬ抜けた側面も持つ。
国際会議で不在だった笹本教授の代理として、旧嗣野地区管理局「ミサキオク」で突如鳴り始めたアラームの原因を調査依頼されたことが契機となり、ゴジラら怪獣たちとの戦いに関わる。
- キャラクターイメージは則巻アラレのような「昭和レトロポップのようなメガネ女子」。

ペロ2（ペロ・ツー）
声 - 久野美咲
メイがオオタキファクトリーのホームページよりダウンロードしたユン開発のコミュニケーション支援AI「ナラタケ」より生まれた犬型人工知能。名称はかつてメイが飼っていた犬の名前に由来する。メイのPCに住み着き、彼女をサポートするが、メイの考察を整理した研究ノートを勝手に共著『幻想生物学序説』としてアップしたりと明らかに独自の自我が芽生えているかのような動きを見せている。第3話では洗濯物を心配するメイのために監視カメラにアクセスしようとした際に、オオタキファクトリーの作業ロボットにハックしてボディを獲得したことでラドンに襲われていた彼女たちを助け、第6話でドバイにてシヴァ共同事業体より自律行動可能な移動用の筐体を与えられる。
最終話にて超時間計算機の深部に潜入して最強のジェットジャガーを作るためのプロトコルを計算し、ゴジラウルティマ戦で機能停止状態となっていたジェットジャガーと一体化したことで巨大化を果たした。ゴジラウルティマとの交戦の末、原子ビームによって破壊されかけるが、完成型オーソゴナル・ダイアゴナライザーによってゴジラウルティマ諸共巨大な青い結晶となり爆発した。

有川 ユン（アリカワ・ユン）
声 - 石毛翔弥
本作品の主人公の1人。何でも屋の側面を持つ町工場「オオタキファクトリー」に勤務するエンジニア兼プログラマー。24歳。プログラミングやロボット製造など多くのことに精通し、ナラタケに代表される高度支援AIを開発し、第25回繰り返し囚人ジレンマコンテスト世界大会で1位を獲った経歴をもつ。常に冷静で人との接し方に難のある性格である一方、有事の際は自ら危機に立ち向かう勇気をもつ。
幽霊屋敷と噂されるとある無人の洋館の調査依頼をおこなったことがきっかけで電波を発する怪獣の存在を知り、メイ同様怪獣と関わることになる。
- キャラクターイメージは当初、今時のようなダウナーメガネで、髪型は現在と変わりないが体型がガリガリであり、監督から天然パーマのリテイクが入ったため、現在のような少しモサ感があるものとなった。

ユング→ジェットジャガー
声 - 釘宮理恵
ペロ2同様「ナラタケ」から生まれた人工知能の1つ。ユンのスマートフォンにナラタケがインストールされたことで個性化し、冷静な性格と優れた情報整理能力を活用してユンをサポートする。7話で無人化されたジェットジャガーのAIとして移植され、その際にユンに改名されて以降ジェットジャガーを名乗る。ジェットジャガーになってから青空を見上げながら体を得たことに思いをはせたり、子供の遊びに付き合ったりと独自の感情や人格に近いものが形成され始めているかのような動きを見せている。
第11話にて強制的再起動による自動アップデートを突如として複数回繰り返しており、最新バージョンに生まれ変わるため、その都度ブートローダーがブートローダーを呼び出して、プロトコルを設定していた。その影響で幼児化し、ラドン戦で再起動するも、戦いを終えた後に再び機能を停止する。

加藤 侍（カトウ・ハベル）
声 - 木内太郎
オオタキファクトリーの職員でユンの相棒。メイとは高校時代の同級生であり、彼女を含めて周囲から「バーベル」とあだ名されるほど筋トレが趣味。
ジェットジャガーを製作し、整備・修理を行うほか、ラドンを誘き寄せるためにジャイロを改造して電波発信機を取り付けた。

大滝 吾郎（オオタキ・ゴロウ）
声 - 高木渉
「おやっさん」の愛称で呼ばれるオオタキファクトリーの社長。特許や資格、納品実績を多数保有する世界的科学者である一方、UFOや未確認生命体に目が無く、若いころから宇宙人襲来を予見して裁判沙汰を起こしてきた変人。ひらめきや勘に優れ、昔気質だが積極的に最先端技術を受け入れるところがあり、本編開始時は私財を投じてジェットジャガーを製造する。

金原 さとみ（カナハラ・サトミ）
声 - 竹内絢子
オオタキファクトリーの事務を務めるパンク風の女性。普段は飄々としているが、性格は温厚で人当たりの良い人物。水引作成が趣味だが、その私生活は謎である。
ユン、おやっさん、ハベルの不在時はオオタキファクトリーの留守をしており、彼らをサポートする。
- 当初は石原さとみのような事務の女性という監督からのオーダーであったが、それを無視して自由にデザインしたものが通ったといい、現在の名前はそのオーダーの名残りであるという。

佐藤 隼也（サトウ・シュンヤ）
声 - 阿座上洋平
外務省から「ミサキオク」内偵のために主任職員として出向してきた官僚。上司の金子にミサキオクのことについて調査報告している。山本の導きでミサキオクの地下に安置されていた巨大生物の骨の存在を知ったことをきっかけに、日本や世界各地で頻発する怪獣出現の原因を独自に探り始め、その過程で葦原道幸の過去をも探ることになる。

山本 常友（ヤマモト・ツネトモ）
声 - 浦山迅
佐藤の現上司で、「ミサキオク」の局長。不敵な笑みをいつも浮かべており、当たり障りのない発言とゴマすりを得意とするなど腹の底が分からない人物。

鹿子 行江（カノコ・ユキエ）
声 - 小岩井ことり
外務省国際情報統括官組織第零担当情報分析員で、外務省における佐藤の上司。松原のことを「美保ちゃん」と呼ぶなど旧知の仲である。スティーブンから持ち掛けられたアーキタイプの開発事業への出資を検討するために、葦原を調査する。
かつて内閣官房機密費で運用される部署にいたことから、国家機密に詳しい。

海 建宏（カイ・タケヒロ）
声 - 鈴村健一
独立自営ジャーナリストを自称する素性不明の男。最初はメイに接触して彼女に李からの招待状とアーキタイプを渡し、李が滞在しているドバイへ行くよう勧めた。
その後はラドンとアンギラスの一件について調査を行っており、その際にユンやハベルと出会う。
第11話では武装した部隊を率いてミサキオクの地下から巨大生物の骨を運び出し、インドへ移送した。

李 桂英（リー・ケイエイ）
声 - 幸田夏穂
国際的合弁会社「シヴァ共同事業体」に出向している計算化学を専門とする顧問研究員。葦原の研究資料を基に、アーキタイプについての研究を行っている。
ペロ2がネットにアップしたメイの論文を見たことがきっかけで彼女を短期滞在型研究員としてドバイへ招聘し、彼女と共に葦原が残した「特異点」と「破局」についての謎を解こうとする。だが、ロンドンからインドへの移動時にラドンの襲撃を受けて死亡する。

マキタ・K・中川（マキタ・ケー・ナカガワ）
声 - 手塚ヒロミチ
李の用心棒兼執事。インドの空港にメイを送り届け、日本にいる鹿子にオーソゴナル・ダイアゴナライザーを届けた。

ベイラ・バーン（通称BB）
声 - 置鮎龍太郎
インドに新設されたウパラ研究所の研究部長。自分よりも賢い人を嫌うなど、優秀でプライドが高い。李とは知人。熱狂的な葦原の支持者で、彼女同様葦原の研究資料を基に紅塵の研究を行っている。
破局の際には、オーソゴナル・ダイアゴナライザーを独断で世界各地に送ったため、研究所から追われるようになる。

リーナ・バーン
声 - 小野寺瑠奈
BBの娘。父親に似て肝の据わった好奇心旺盛な少女。
オーソゴナル・ダイアゴナライザーをマキタに渡し、BBの元へメイを送った。

松原 美保（マツバラ・ヨシヤス）
声 - 志村知幸
陸上自衛隊一佐。ゴジラ上陸後は駆除作戦の指揮を執る。

ティルダ・ミラー
声 - 磯辺万沙子
シヴァ共同事業体の代表。BBや李を利用して紅塵を研究し、オーソゴナル・ダイアゴナライザーを開発するが、人命よりも完成を優先し、曖昧な予測である破滅は二の次としか考えていない。
サルンガが地上に出現しようとした際には、BBが脱出する前に障壁を閉じる命令を下す非情な一面も持つ。

マイケル・スティーブン
声 - 三宅健太
ティルダと協力関係にあるイギリス保守第一党政治家。何事も卒なくこなす典型的なエリート政治家。
新素材を用いた兵器開発を推奨する立場にある。ティルダとは仲が悪く、BBが彼女の元から逃げた際には彼らをシヴァ中枢へと繋がる遺跡へと送り届けた。その際にカイとも協力関係にあると思われた。

葦原 道幸（アシハラ・ミチユキ）
声 - 井上和彦
ミサキオクの創設者。ミサキオクの漁村に生まれ、幼少期に巨大な生物が赤い海から出現するのを目撃し、探し出したその骨を研究、監視するためにミサキオクを設立した。50年前に紅塵やアーキタイプの研究を行っており、その際に「特異点」「破局」と呼ばれるものを発見していた。計算爆発を50年前に起こして以来、現在は行方不明とされていた。しかし、最終話エンドロール後のCパートの最終盤で姿を現し、製造中のロボゴジラを見上げ不敵に微笑む。また、約80年前に発生した赤潮の調査過程で発見した体内に紅塵を持つ特殊なクラゲに似た生物を研究していたことが判明する。
- クラゲの研究を行っていたという設定は、ゴジラアクアティリスの初期設定であった「クラゲのような形で生まれた」というものの名残りで、裏設定ではドゴラが出る案もあった。

## 登場怪獣
本作品の登場怪獣は、2030年に謎の音声電波が受信されたのを皮切りに確認されるようになった、既存の生態系より逸脱した巨大生物を指す。円城塔執筆の小説版では怪獣側の視点が描かれ、総ての怪獣は個体や種に関係なく共通の記憶情報を共有する関係でありながらも互いに競合する関係でもあることが明かされるなどで、アニメの出来事の裏舞台をうかがうことができる。
- デザインはすべて山森英司が担当している[39]。各怪獣は、CG作画である利点を活かして着ぐるみでは不可能な骨格でありつつも、生物学的に無理のない巨大生物とすることが志向されている[12]ため、そのうえで山森のスケッチをベースに、モチーフ元からの再デザインや、歴代東宝怪獣のオマージュが取り入れられている[39]。山森は『怪獣総進撃』がデザインの裏テーマであるとしている[40]。
- また、『恐竜探険隊ボーンフリー』のようにセルアニメの登場人物と実写特撮の恐竜を組み合わせることで、アニメと実写のギャップで強く恐竜の違和感を感じることができるものであったため、本作品では2Dのキャラクターと3Dの怪獣の作画を組み合わせることで、怪獣という異質感を出すこととなった[4]。

ゴジラ

ラドン

マンダ

アンギラス

サルンガ / シャランガ
丸いイボに覆われた緑色の皮膚を持ち、ヒヒとトカゲをかけ合わせたような姿の陸棲四足歩行の怪獣で、猿のように長い四肢を持ち、四足歩行やナックルウォーク、鉄骨を飛び移ってよじ登るなど極めて高い運動能力を示す。性格は極めて獰猛で攻撃的。サルンガの出現に伴い紅塵のフェーズが進行しており、移動に合わせて紅塵も上昇、さらに紅塵をスモッグのように使って銃撃から身を守るなどの様子から、BBは「（サルンガは）紅塵をコントロールできる」と推測している。
シヴァ共同事業体が管理しているインド北方ウパラの研究施設の地下深くにあるアーキタイプ粒子の地底湖の底から突如として現れ、シャフトを伝って外に出ようとしたが、脱走寸前のところで源泉の蓋が閉められて封じ込められた。その後も脱出を目論んで蓋を押し上げるなどして暴れ続け、蓋の限界が来たためサルンガ鎮圧のために私兵部隊が駆けつけ再び蓋が開けられた際に活動を再開。部隊の攻撃をものともせずに壁や柱を飛び移ったりよじ登って今度こそ脱出しようとしたが、BBが開発したオーソゴナル・ダイアゴナライザーの試作品によって柱状の槍のように瞬間的に凝固した紅塵に串刺し状態にされて身動きがとれなくなり、またしても封じ込められたが、後に地下施設から紅塵ごと姿を消し、数日後に施設に通じる洞窟を抜けて地上に出現し、ウパラの街で車を投げ飛ばすなどして暴れまわるが、駆けつけたBBの「実験」によって試作品のオーソゴナル・ダイアゴナライザー弾を食らってまたしても周囲もろとも結晶化した紅塵に全身を串刺しにされる。しかし、数時間後に結晶崩壊するとともに再び活動を再開、全身に結晶が突き刺さったまま大量の紅塵を発生させながら再びシヴァに向かって進行する。そして遂にウパラ研究所に帰還。ティルダによってまたしてもオーソゴナル・ダイアゴナライザーの砲撃を受けるがそれを予期するように紅塵を避けさせて無効化させる。そのまま角と手から電撃を放ちながら外側から研究所をこじ開け、ケーブルを伝ってシヴァの元へと降下。シヴァを奪還すべくそれを覆う機器に攻撃を仕掛けるが、東京でジェットジャガーPPがゴジラの熱線で散ると同時に、オーソゴナル・ダイアゴナライザーの真の効果が発動した際にはシヴァもろとも全身に無数の青い結晶が発生し、串刺しにされ完全に活動を停止した。
- 名前はヒンドゥー教の女神ヴィシュヌが使う武器である天の弓シャランガからとられている。公式サイトによると額の青い模様がヴィシュヌの弓のように見えることが由来であり、インド現地ではそのまま「シャランガ」と呼ばれている。「サルンガ」呼びが広まったのは後にインタビューに答えた日本人によるもの（円城塔執筆の小説版でインタビューに答えた日本人は神野銘で「サルに似てたから」）らしい（作中では「サルンガ」呼びは字幕のみ）。
- 怪獣デザインを担当した山森英司はインタビューにて「（怪獣のデザインに）歴代東宝怪獣をオマージュして取り入れたりしました」とコメントしており、ガバラとバラゴン両者のデザインを取り入れた怪獣であることは予想されていた。当初は猿のような四足歩行の怪獣であったが、ガバラ風味の怪獣へと変更となり、前肢を使っての移動はその名残である。

クモンガ

ブロブ / グレイグー
ゴジラと共に現れた、紅塵を吸収して成長する植物の怪獣。これらが自生する空間では時空間に歪みが生じる。
ブロブは「ぶよぶよとした不定形なもの」、グレイグーは「自己増殖性を持ったナノマシンに地球が覆われて滅亡してしまう事象」を指す言葉である。

モスラ

## 登場兵器・メカニック

### 架空
ジェットジャガー

オーソゴナル・ダイアゴナライザー
BBが開発したアーキタイプ13のフェーズのうちフェーズ13の段階にある存在。触媒のような働きを持ち、他のアーキタイプを結晶化＝変質させて分解・消滅させる性質がある。怪獣に対する唯一の対抗策として考えられている。ただし、結晶化が不完全な状態では少しずつ結晶が壊れていき、完成形でなければ完全な結晶化はできない。
オキシジェン・デストロイヤーの容器の形に酷似しており（円城塔執筆の小説版で、オキシジェン・デストロイヤーへの言及とオーソゴナル・ダイアゴナライザーとの関連が終盤にある）、略称も同じ「OD」である。

ロボゴジラ（ROBOGODZILLA）
対KAIJU用決戦兵器。ミサキオクで発掘されたゴジラの骨格をベースに、ロボゴジラ眼（第三惑星社製）、ロボゴジラ耳（第三惑星社製）、ロボゴジラ顎（第三惑星社製）、ロボゴジラ声帯（ブラックホール社製）、ロボゴジラ爪・爪A2（第三惑星社製）、ロボゴジラ膝衝角（第三惑星社製）、ロボゴジラ踵（ブラックホール社製）、ロボゴジラビーム（製造会社不明）といった人工物で武装し、ロボゴジラ電子頭脳（製造会社不明）で制御される。その製造にはマイケル・スティーブン、海建宏、そして生存していた葦原道幸が関係している。

### 実在
車両
- 10式戦車
- 16式機動戦闘車
- 73式大型トラック
- 73式小型トラック
- BTR-60PB装甲兵員輸送車
- シボレー・インパラ（2代目）
- スズキ・ジムニー（初代第3期型）
- ホンダ ジャイロキャノピー
  - 対ラドン用アンテナジャイロキャノピー（ジャイロZ）
- 三菱ふそう キャンター T200系 昭和50年仕様

艦船
- こんごう型護衛艦「きりしま」
- あきづき型護衛艦
- あさひ型護衛艦
- バージニア級原子力潜水艦

航空機
- F-35A戦闘機
- SH-60K哨戒ヘリコプター
- AS 332L1大型汎用ヘリコプター
- 遠隔操縦観測システム（FFOS）
- WAH-64攻撃ヘリコプター
- Mi-26大型輸送ヘリコプター

銃器・火砲
- 20式5.56mm小銃
- 12.7mm重機関銃M2
- AKM自動小銃
- ステアーAUG A3自動小銃
- バレットM82A2対物狙撃銃
- FGM-148 ジャベリン対戦車ミサイル
- ファランクスCIWS
- LJDAM

## 用語
逃尾市（にがしおし）
千葉県にある架空の都市。
オオタキファクトリー
大滝吾郎が社長を務める何でも屋のような会社の町工場。従業員には天才的なエンジニアのユンもいるため、高度支援AIの開発や平和維持活動のためにジェットジャガーを開発するなどそのレベルは町工場のものではない。

旧嗣野地区管理局ミサキオク電波観測所
戦前、葦原が赤い海に出現した巨大生物の骨の研究、監視用に創設した施設。現在は山本が局長となり管理している。地下格納庫には巨大生物の骨が保管されており、局長に代々秘密裏に引き継がれている。

シヴァ共同事業体
インドウパラに研究施設がある共同事業体。地下深く掘られた縦穴からは紅塵が採取される。地下心臓部は「シヴァ」と呼ばれ、特異点が閉じ込められており、活発化すると空間が歪む。何層にも設置された障壁は頑強でサルンガですら打ち破ることは容易ではなかった。

ウパラ郊外古代遺跡
ウパラ郊外にある古代遺跡で、地底湖はシヴァ共同事業体の地下と繋がっている。そのため、特異点のある場所へと向かう際に葦原が使用したほか、サルンガもここから地上へと脱出した。また、BBたちがここからシヴァへの侵入を試みた。

紅塵
複雑な構造を持つ分子の集合体である赤い砂で、活性状態と非活性状態を持ち、通常の生物種の代謝系との反応が確認されない。
後にアーキタイプの原料で、アーキタイプ13のフェーズのうちフェーズ1の段階のものであることが判明するが、サルンガがコントロールしたり、ラドンの生命活動を安定させるなど、その役割や性質は不明である。
- 『機動戦士ガンダム』のミノフスキー粒子のようにゴジラが大きくなった原因である放射線の代わりとなる新たな理論として設定された。
- 朝日新聞社は、紅塵が放射性物質に見えなくもないと分析して東宝に取材したが無関係と回答されたうえ、怪獣の生態維持について真剣に考えた果てにそのエネルギー源として設定した旨を述べられたという。

アーキタイプ
紅塵を原料とする、発見が不可能であり、ハッシュ関数同様、答えを知らないと発見できない物理法則を破った新素材。強靭性や軽量性、優れた属性や剛性を備え、時には自己再生もすると言われ、光をキューブに閉じ込めると、エネルギーが増幅して耐えきれなくなったキューブが割れるというエネルギー保存の法則を破るメカニズムをもつ。メイに送られたものは小さな花が入ったキューブのような形状をしている。時間逆行現象を可能とする媒質で、過去へ送り込んだ光子を媒質に再度入射することでますますエネルギーを増幅させることが可能とされており、李たちはこれを「葦原カスケード」と呼んでいる。
- 元ネタはカート・ヴォネガットの『猫のゆりかご』に登場するアイス・ナインやアイザック・アシモフの小説やエッセイに登場するチオチモリン。

特異点（シンギュラ・ポイント）
60年前にシヴァ共同事業体地下洞窟の心臓部シヴァにて発見されて閉じ込められ、後に世界各地でも活発化したことでラドンを始めとする未知の生物や紅塵がそこから出現した。

## 音楽

### 主題歌
「in case...」
BiSHによるオープニングテーマ。作詞はJxSxk、作曲は松隈ケンタ、編曲はSCRAMBLES。

「青い」
ポルカドットスティングレイによるエンディングテーマ。作詞・作曲は雫、編曲はポルカドットスティングレイ。

「ALAPU UPALA」
Annette Philip（アネット・フィリップ）による劇中曲。作詞は松井五郎、作曲・編曲は沢田完。
- 歌詞はサンスクリット語を使用しており、五大元素を用いて詩を書いたという。

### 劇伴
怪獣の鳴き声が過去作に寄せられたことを受け、劇伴は「ゴジラのテーマ」を使用しつつ、過去作をリスペクトして昔風のアレンジを加える方向で制作される。本作品の音楽を担当する沢田は、「ゴジラのテーマ」と「地球防衛軍のテーマ」を本作品で作られる曲の軸にしたという。本作品では「ゴジラのテーマ」に松井五郎による作詞のコーラスが追加されている。

## 各話リスト
| 話数   | サブタイトル     | 絵コンテ                       | 演出                       | 作画監督                                                         | 初放送日      |
| ------ | ---------------- | ------------------------------ | -------------------------- | ---------------------------------------------------------------- | ------------- |
| 第1話  | はるかなるいえじ | 高橋敦史                       | 野亦則行 鈴木拓磨          | 堀川耕一 中山知世                                                | 2021年 4月1日 |
| 第2話  | まなつおにまつり | 高橋敦史                       | 筑紫大介 鈴木拓磨          | ヤマダシンヤ 中山知世                                            | 4月8日        |
| 第3話  | のばえのきょうふ | 高橋敦史 村木靖                | 野亦則行 鈴木拓磨          | 紺野直幸 稲熊一晃 石野聡                                         | 4月15日       |
| 第4話  | まだみぬみらいは | 板村智幸 村木靖                | 飛田剛 鈴木拓磨            | 可児里未 斉藤英子 稲熊一晃                                       | 4月22日       |
| 第5話  | はやきことかぜの | 板村智幸 村木靖 こでらかつゆき | 中川聡 鈴木拓磨            | 堀川耕一 片出健太 中山知世 ヤマダシンヤ                          | 4月29日       |
| 第6話  | りろんなきすうじ | 村木靖 こでらかつゆき          | 筑紫大介 鈴木拓磨 宮原秀二 | ヤマダシンヤ 本城恵一朗 稲熊一晃 小島えり                        | 5月6日        |
| 第7話  | じかんのぎもんふ | 高橋敦史 村木靖                | 筑紫大介 鈴木拓磨 宮原秀二 | 紺野直幸 中山知世 片出健太                                       | 5月13日       |
| 第8話  | まぼろしのすがた | 金子祥之 村木靖 高橋敦史       | 野亦則行 鈴木拓磨 宮原秀二 | 可児里未 石野聡 小島えり 稲熊一晃                                | 5月20日       |
| 第9話  | たおれゆくひとの | 堀元宣 村木靖 高橋敦史         | 千葉大輔 鈴木拓磨 高橋敦史 | 斉藤英子 稲熊一晃 石野聡 堀川耕一 中山知世 本城恵一朗            | 5月27日       |
| 第10話 | りきがくのげんり | 堀元宣 高橋敦史                | 守田芸成 鈴木拓磨 高橋敦史 | 堀川耕一 中山知世 小島えり                                       | 6月3日        |
| 第11話 | りふじんながくふ | 迫井政行 高橋敦史              | 孫承希 鈴木拓磨            | 紺野直幸 ヤマダシンヤ 堀川耕一 水畑健二 稲熊一晃                 | 6月10日       |
| 第12話 | たたかいのおわり | 安藤真裕 高橋敦史              | 野亦則行 三好なお 鈴木拓磨 | 石野聡 中山知世 可児里未 稲熊一晃 秋山英一 ヤマダシンヤ 小島えり | 6月17日       |
| 第13話 | はじまりのふたり | 安藤真裕 高橋敦史              | 高橋敦史                   | 石野聡 小島えり 稲熊一晃                                         | 6月24日       |

## 放送局
| 放送期間               | 放送時間                     | 放送局     | 対象地域 | 備考                  |
| ---------------------- | ---------------------------- | ---------- | -------- | --------------------- |
| 2021年4月1日 - 6月24日 | 木曜 22:30 - 23:00           | TOKYO MX   | 東京都   |                       |
|                        |                              | KBS京都    | 京都府   |                       |
|                        |                              | BS11       | 日本全域 | BS放送 / 『ANIME+』枠 |
| 2021年4月2日 - 6月25日 | 金曜 0:00 - 0:30（木曜深夜） | サンテレビ | 兵庫県   |                       |

インターネットではNetflixにて独占配信。日本では2021年3月25日より先行配信が実施された。

## BD / DVD
| 巻 | 発売日         | 収録話          | 規格品番                                  | 規格品番   |
| 巻 | 発売日         | 収録話          | BD限定版                                  | DVD限定版  |
| -- | -------------- | --------------- | ----------------------------------------- | ---------- |
| 1  | 2021年8月18日  | 第1話 - 第5話   | TBR-31209D（完全数量） TBR-31210D（初回） | TDV-31211D |
| 2  | 2021年9月22日  | 第6話 - 第9話   | TBR-31212D                                | TDV-31213D |
| 3  | 2021年10月20日 | 第10話 - 第13話 | TBR-31214D                                | TDV-31215D |

## 小説
シリーズ構成・SF考証・脚本を担当した円城塔による小説版が集英社より刊行された。物語はジェットジャガーユング&ペロ2のナラタケ側と怪獣側の視点が描かれ、アニメ版の裏舞台をうかがうことができる。
- 円城塔 『ゴジラ S.P ＜シンギュラポイント＞』 集英社、2022年7月31日発行（2022年7月26日発売[59]）、ISBN 978-4-08-790081-1